# Roxy Jam
 (juillet 2018).
Si vous disposez d'ouvrages ou d'articles de référence ou si vous connaissez des sites web de qualité traitant du thème abordé ici, merci de compléter l'article en donnant les références utiles à sa vérifiabilité et en les liant à la section « Notes et références ».
Le Roxy Jam est un festival de surf et de musique français organisé chaque année en Aquitaine. Sponsorisé par Roxy, il constitue depuis 2006 l'occasion de disputer la deuxième et principale phase du championnat du monde de longboard féminin de l'Association des surfeurs professionnels. Toutes les éditions de cette compétition sportive ont été remportées par des Américaines.
Le Roxy Jam, initialement basé à Biarritz, a été créé en 2006 à la suite de l'arrêt du Biarritz Surf Festival. Le Roxy Jam Biarritz devient le Roxy Pro Biarritz en 2011 et inclus une étape de surf féminin du championnat du monde de surf. Le Roxy Pro Biarritz est annulé en 2013 pour être organisé la même année sous le nom de Roxy Pro France, sur le spot d'Hossegor, dans les communes de Hossegor, Seignosse et Capbreton, avec l'étape masculine de surf Quiksilver Pro France.
L'annulation à Biarritz est due à des vagues trop petites, comme c'était le cas pour le Quiksilver Surf Masters à Biarritz (dernière édition en 1996), déjà annulé en quarts de finales en 1992, qui donna naissance au Biarritz Surf Festival. La seule compétition de surf restante à Biarritz est la Biarritz Quiksilver Maider Arosteguy créée en 1984, en hommage à une figure locale disparue en mer,.

## Palmarès duchampionnat du monde de longboard féminin ASP
- 2006 : Schuyler McFerran –  États-Unis
- 2007 : Jennifer Smith –  États-Unis
- 2008 : Joy Monahan –  États-Unis
- 2009 : Jennifer Smith –  États-Unis
- 2010 : Cori Schumacher –  États-Unis